# Rocco Granata
Rocco Granata (ur. 16 sierpnia 1938 w Figline Vegliaturo) – włoski piosenkarz, aktor, autor tekstów i akordeonista. 
Najbardziej znany utwór to "Marina" z 1959, bardzo popularny do dziś w Polsce.

## Życiorys
Granata urodził się w Figline Vegliaturo w południowych Włoszech. Gdy miał dziesięć lat rodzina wyemigrowała do Genk w Belgii. Ojciec był górnikiem. Granata pracował jako mechanik samochodowy i dorywczo zajmował się muzykowaniem. Grał na akordeonie i koncertował w Belgii ze swoim zespołem "The International Quintet". Następnie wydał piosenki "Manuela" / "Marina" jako singel w 1959 roku; Strona B stała się międzynarodowym hitem, osiągając #1 w Belgii i w Niemczech, a także notowania w Europie i Stanach Zjednoczonych. Singiel sprzedał się w ponad milionie egzemplarzy w samych Niemczech i otrzymał Złotą Płytę. 

## Dyskografia
- 1959 Marina
- 1959 Manuela
- 1960 Oh, Oh, Rosi
- 1960 La Bella
- 1960 Ein Italiano Muss Immer Singen
- 1960 Rocco-Cha-Cha
- 1961 Irena
- 1961 Signorina Bella
- 1963 Buona Notte
- 1989 Marina (Remix ’89)   
Pozostałe
- 1960: Ein Italiano
- 1964: Du schwarzer Zigeuner
- 1967: Der Weg zurück nach Haus
- 1972: Sommersprossen
- 1992: Sarah
- 1993: Meine Frau
- 2002: Lass uns tanzen
- 2002: Nächtlich am Busento
- 2002: Bellissima

## Film
- 1960: Marina
- 1960: Schick deine Frau nicht nach Italien
- 1962: Sein bester Freund
- 1965: Ein Ferienbett mit 100 PS
- 1966: Das Spukschloß im Salzkammergut
- 1971: Händler der vier Jahreszeiten